# České dráhy

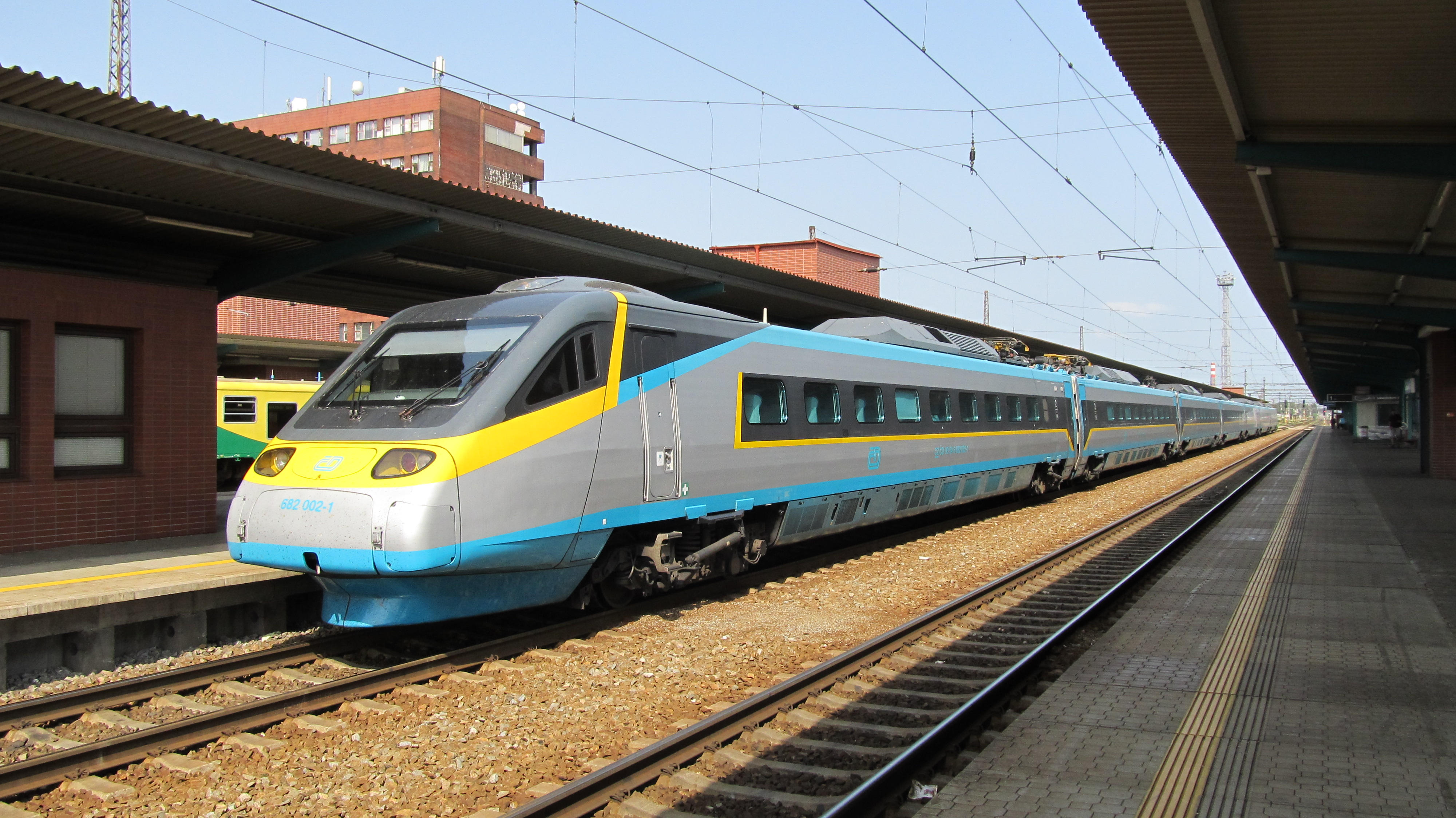
Pendolino ceco

České dráhy (ČD, letteralmente ferrovie ceche) è il principale operatore ferroviario della Repubblica Ceca, che fornisce servizio di trasporto passeggeri e merci attraverso la rete ferroviaria statale. È una compagnia importante a livello internazionale, infatti è membro di diverse istituzioni europee e mondiali, come la Union Internationale des Chemins de Fer, la Comunità delle Ferrovie europee e l'Organizzazione per la Cooperazione ferroviaria (Asia e Europa).
La società fu stabilita nel 1993, dopo la dissoluzione della Cecoslovacchia, come successore delle Ferrovie dello Stato cecoslovacche. Parimenti, nella Repubblica slovacca, sono state create le ferrovie della Repubblica Slovacca.
České dráhy è la più grande società che impiega personale nella Repubblica Ceca. La compagnia chiude i conti regolarmente in rosso, pertanto necessita di pesanti aiuti da parte del governo; sono in corso tentativi di renderla più efficiente.

## Storia
České dráhy è il risultato di 160 anni di storia delle ferrovie in Boemia. I passi che hanno portato al suo sviluppo sono:
- 1828: prima ferrovia a cavalli dell'Europa: České Budějovice - Linz
- 1839: prima ferrovia a motore: Vienna - Břeclav
- 1903: prima ferrovia elettrificata a scartamento standard
- 1918: fondazione delle Československé státní dráhy (ČSD o CSD)
- 1991: il primo treno Eurocity (EC) effettua il servizio sulla rete ČSD
- 1993: fondazione della České dráhy (ČD o CD) dopo la scissione in due della Cecoslovacchia
- 1993: inizio del rinnovamento
- 1994: inizio del trasporto dei camion ("RoLa") sulla rete ČD: Lovosice - Dresda (bloccato nel 2004)
- 2003: fondazione delle České dráhy (Ferrovie ceche), data dall'unione di più compagnie
- 2005: Pendolino in servizio regolare su relazioni di prestigio fra cui la storica Slovenská strela

## Trasporto merci
La divisione ČD Cargo focalizza l'attenzione sul trasporto di merci grezze e di container. Il trasporto dei prodotti è poco flessibile e competitivo; nonostante questo la ČD è il quinto operatore di trasporto merci in Europa.